# سلامة الأنماط
سلامة الأنماط أو سلامة التنميط (بالإنجليزية: type safety)‏ هي مصطلح في علم الحاسوب يستخدم للتعبير عن المدى الذي تنهى فيه لغة برمجة ما عن أخطاء الأنماط أو تمنعها. الخطأ في النمط هو خلل أو سلوك غير مرغوب فيه بالبرنامج يسببه التضارب ما بين أنماط البيانات المختلفة.